# 札幌ばんけい
札幌ばんけい株式会社（さっぽろばんけい）は、北海道札幌市中央区盤渓475に本社を置き、さっぽろばんけいスキー場、ばんけいバス（バス事業）、その他事業を運営する企業。

## 沿革
- 1968年（昭和43年） ばんけい観光株式会社設立、ばんけいスキー場オープン。
- 1977年（昭和52年）6月：札幌市交通局から荒井山線（西14）を譲受。路線バス事業開始。
- 1981年（昭和56年）7月：バス部門を分離、ばんけい観光バス株式会社設立。
- 1987年（昭和62年）10月：ばんけい観光株式会社、商号変更。株式会社ばんけいとする。
- 2001年（平成13年）11月：株式会社ばんけいの全事業（スキー場、飲食店事業ほか）をばんけい観光バスが譲受。株式会社ばんけいは休眠会社とする（2015年1月解散）。
- 2003年（平成15年）12月1日：乗合バスの発寒南・真駒内線を新設（従前の西野線を発寒南まで延伸、真駒内線と直通させたもの）。
- 2008年（平成20年）
  - 4月14日：乗合バス円山線と発寒南・真駒内線の廃止と一般乗合旅客自動車運送事業の撤退を発表。
  - 4月15日：前日の発表を撤回し、当面の間運行を継続することを表明。
- 2009年（平成21年）
  - 5月18日：破綻回避のために債権者に債権の一部放棄を要請。
  - 7月1日：太陽グループの完全子会社となる。
  - 10月1日：社名を札幌ばんけい株式会社に変更。
  - 11月20日：焼肉「我夢主」の名称を「ばんけい苑」に変更。
- 2022年（令和4年）
  - 9月30日：ばんけい苑が閉店
- 2024年（令和6年）
  - 2月1日：「炭火焼ばんけい苑」営業再開

### 乗合事業撤退表明から事業継続へ
2008年4月14日、同月20日をもって円山線と発寒南・真駒内線を廃止、乗合バス事業より撤退することを表明した。後継事業者が決定するまでの期間は札幌市が貸切バスを借り上げて無料運行するとされたが、翌15日に一転して2008年10月までの運行継続を発表した。但し、年間で800万円程度の赤字を計上しているため廃止方針は変わらないとしていた。
2009年5月14日事後処理を弁護士に一任した。ピークの03年3月期に7億5500万円の売上高を上げたが、07年3月期は約6億円に減少、約5000万円の赤字を計上した。その後も、競合激化に加え、設備の老朽化から入場者数は減少を続け、スキーシーズンの終了時に現金が底を付いた。税理士による資産査定を実施した結果、大幅な債務超過が判明したため、スポンサーの選定に入り、債権者に弁護士名で「会社整理のご案内」を通知し同月18日、債権者に債権の一部放棄を要請する会社整理に入った。7月1日にパチンコ店を経営する太陽グループの完全子会社となり、債権者に債権放棄の同意を得た上で事業継続。10月1日、札幌ばんけい株式会社に社名変更して再出発することになった。

## バス事業
バス事業ではばんけいバスの通称を使用する。

### 路線バス
路線バス車両は2017年（平成29年）3月31日現在で6台登録されている。

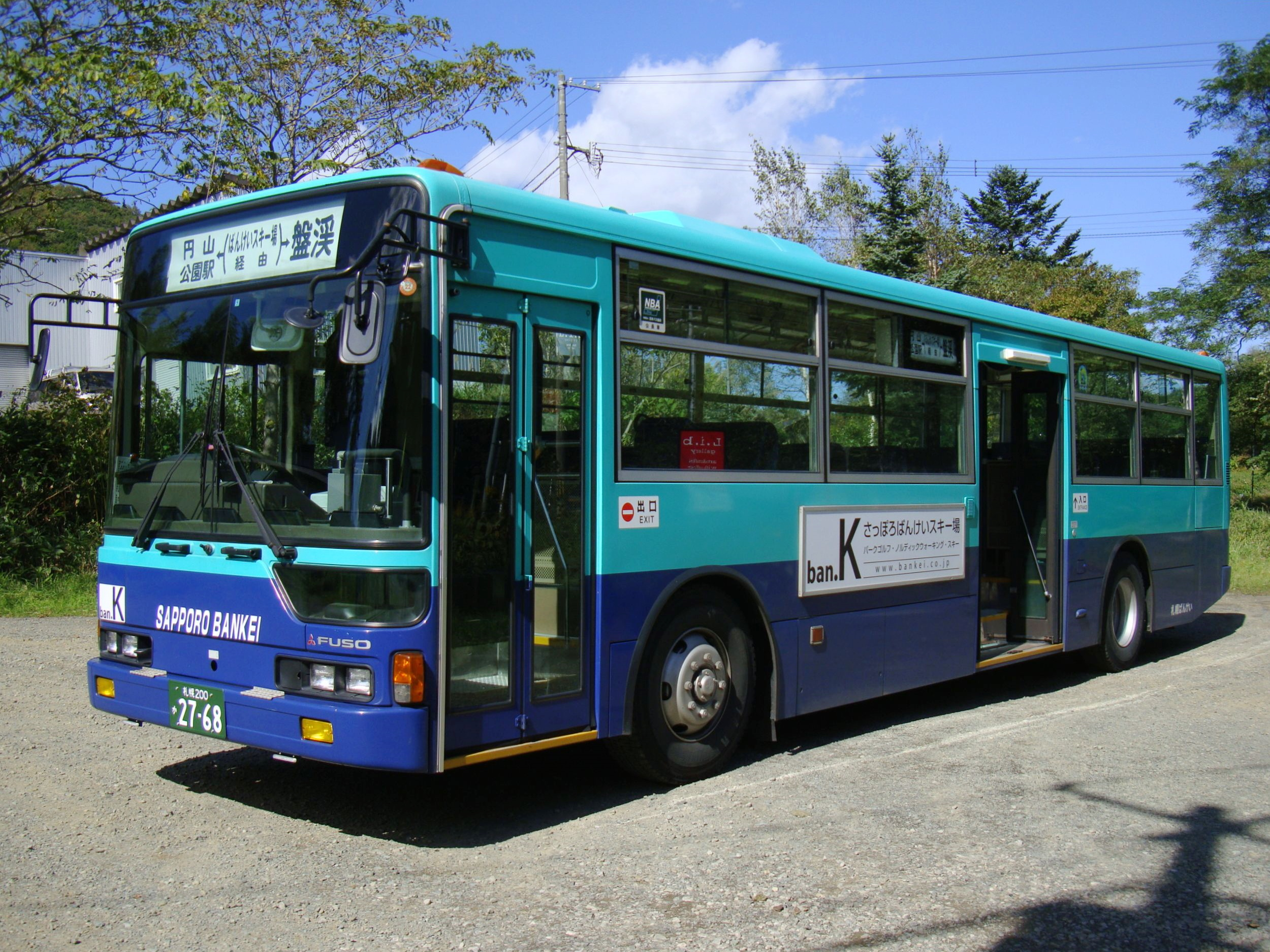
円山線
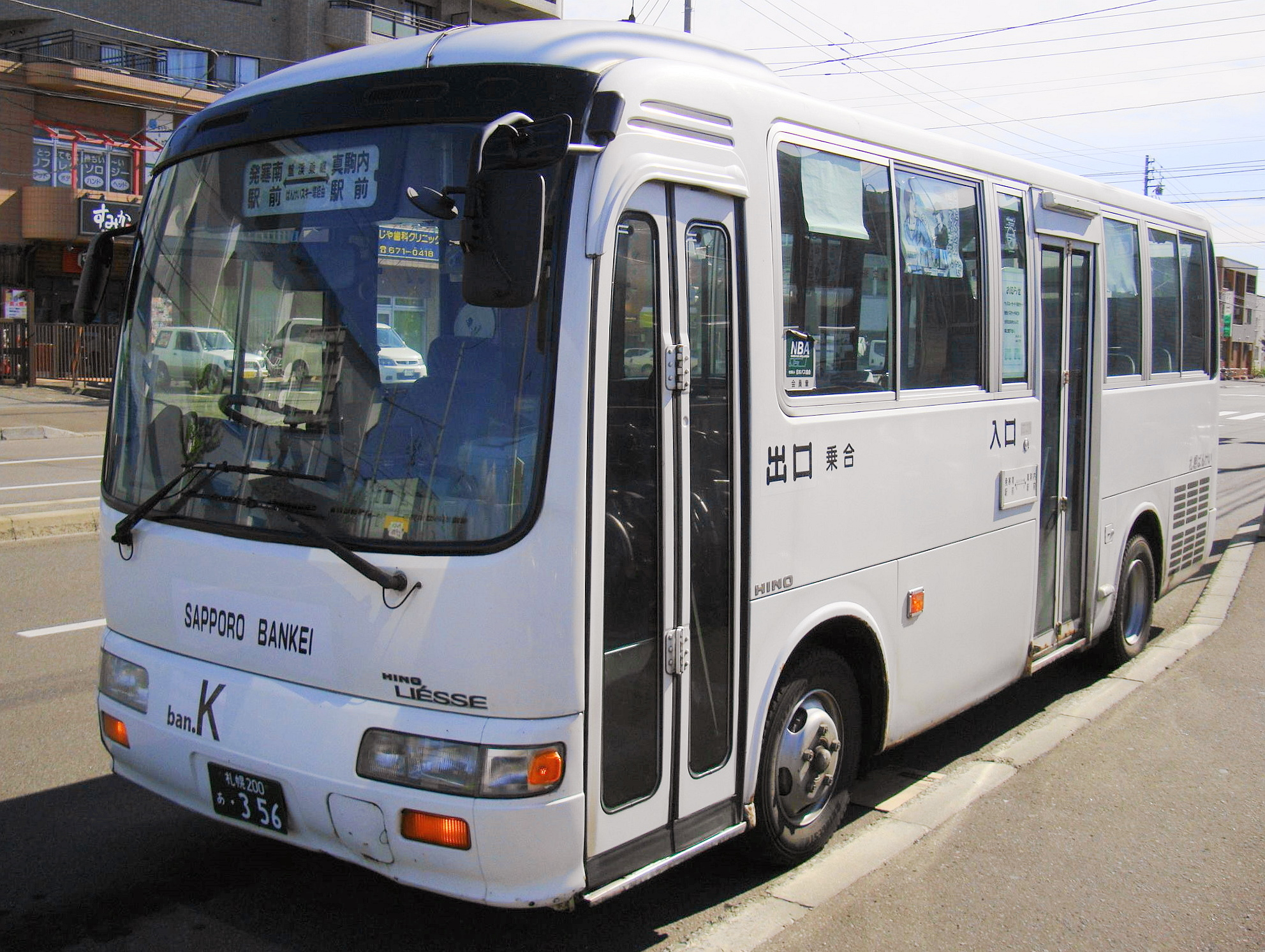
発寒南・真駒内線
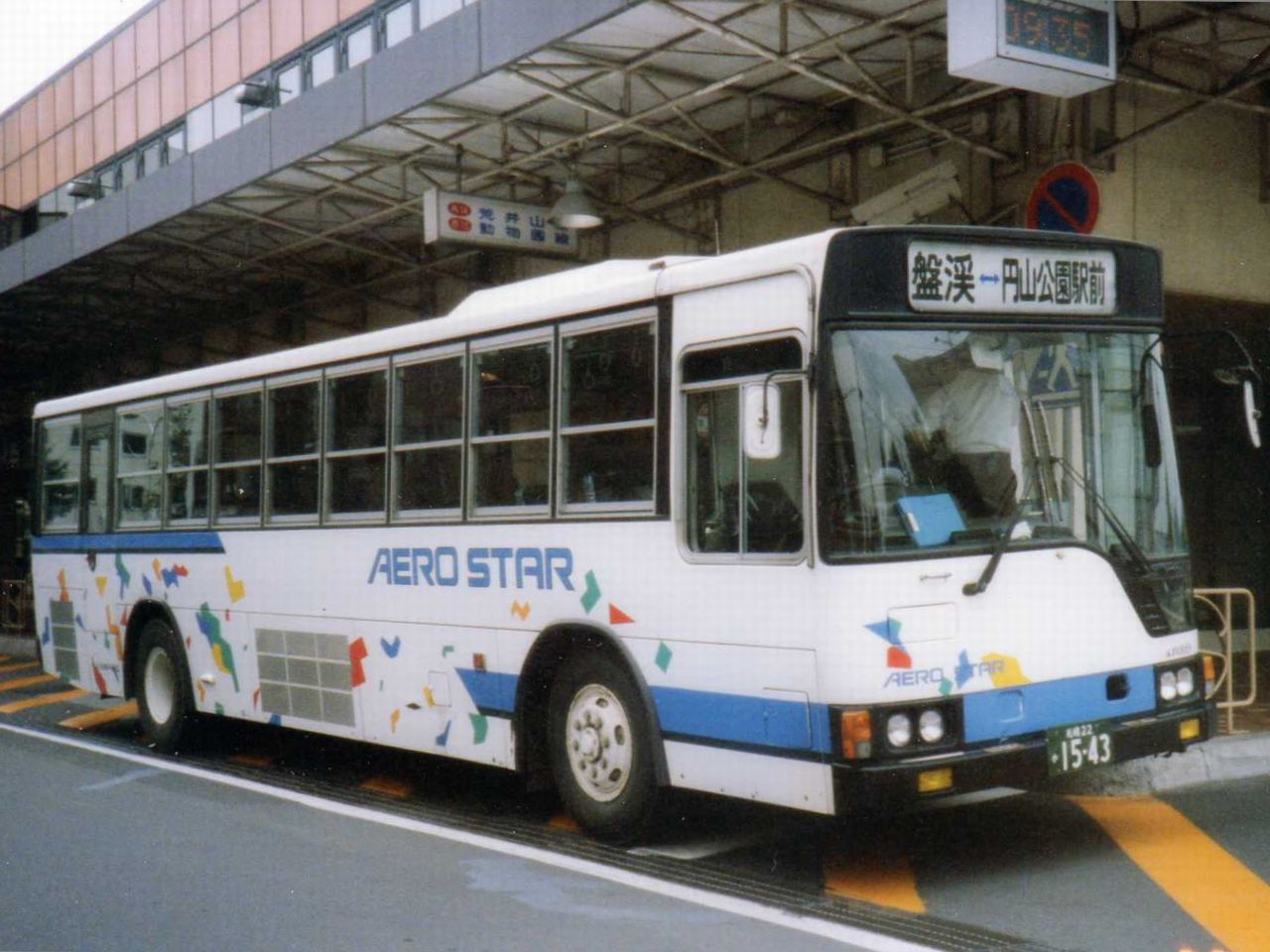
メーカーサンプルカラー
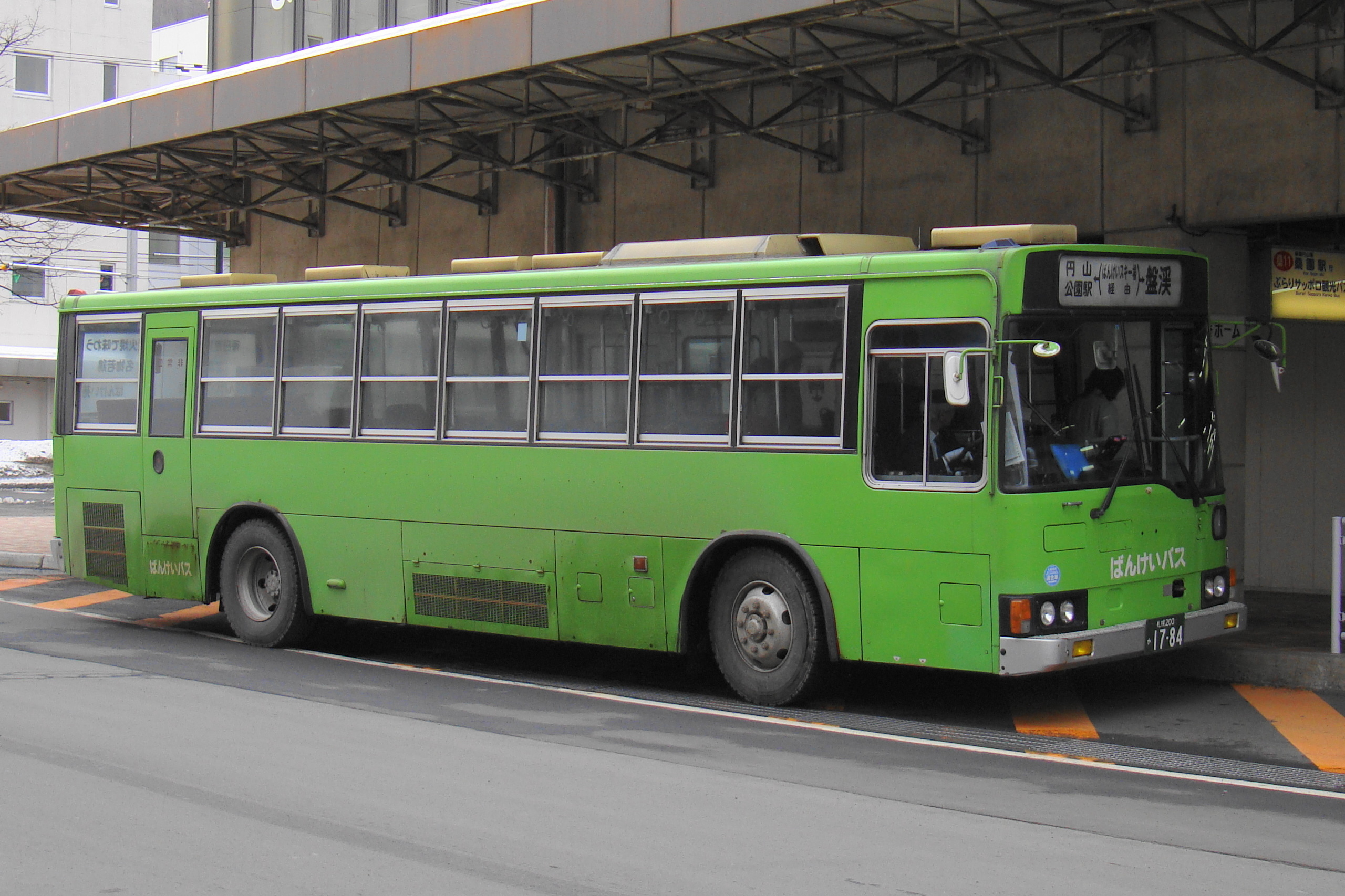
神奈川中央交通からの譲受車

#### 円山線
- 盤渓 - 幌見峠入口 - 札幌ばんけい（株） - ばんけいの森テニスコート - ばんけい苑 - さっぽろばんけいスキー場 - 森学舎峠のワイナリー - 大乗院お寺前 - 宮の森1条18丁目 - 宮の森2条17丁目 - 宮の森2条16丁目（円山公園駅方向のみ） - 大倉山競技場入口 - 荒井山 - 総合グラウンド前 - 宮の森1条10丁目 - 神宮前 - 北1条西27丁目 - 円山公園駅（円山バスターミナル）

冬期スキーシーズンは増発便を運行。円山公園駅前行に限り一部停留所が通過となる。夏期週末の増発便は2019年（平成31年）度より休止。

#### 発寒南・真駒内線
- 発寒南駅 - 西野3条2丁目 - 西野二股 - 西野8条3丁目 - 福井8丁目 - 光の森学園 - ばんけい苑 - さっぽろばんけいスキー場 - ばんけいの森テニスコート - 札幌ばんけい（株） - 幌見峠入口 - 盤渓 - 北の沢二股 - 北の沢小学校 - 川沿1条5丁目 - 川沿1条1丁目 - 真駒内駅

発寒南線と真駒内線の直通系統。
2017年（平成29年）4月1日より盤渓 - 北の沢二股間こばやし峠経由から盤渓北ノ沢トンネル経由に変更。

#### 駒岡線
- 真駒内駅 - 南町3丁目 - 南町7丁目 - 保養センター駒岡 - 駒岡団地 - 開拓記念会館 - 駒岡小学校 - 小島水源地 - 恵開拓記念碑

旧札幌市営バス滝野線で、北海道中央バス（西岡営業所）が引き継いだ後は恵開拓記念碑 - 滝野・すずらん公園東口間の廃止や駒岡線へ路線名変更が行われた。
北海道中央バスでは乗務員不足等があり、2024年（令和6年）6月に同年度末をもって路線廃止を表明した。代替交通の検討では駒岡小学校通学の輸送力維持などを考慮した結果、札幌ばんけいが引き継ぐことが決定。2025年（令和7年）4月1日より運行を開始した。

#### 運賃に関する特記事項
ばんけいバスではSAPICA等の乗車カードは使用できない。ばんけいバス専用の紙の回数乗車券が販売されているほか、札幌市が発行する敬老優待乗車証・福祉乗車証は紙の回数乗車券タイプが発行される。2022年（令和4年）5月より車内での運賃支払い方法としてQRコード決済の「PayPay」を導入した。
札幌市交通局（札幌市営地下鉄）との連絡運輸（乗継割引）は円山公園駅と真駒内駅（駒岡線のみ）に設定される。共通乗車制度は札幌市交通局で発券した定期乗車券に限り（宮の森シャンツェ前 - ）宮の森2条17丁目 - 総合グラウンド前 - 円山公園駅前間でジェイ・アール北海道バス（円14・荒井山線など）との間で設定される。

### 貸切バス
貸切バス事業は、通常は札幌運輸支局管内および苫小牧市での発着が認められているが、貸切バス事業者安全性評価認定制度による優良事業者に限定した営業区域の弾力的な運用の特例で、2025年（令和7年）4月1日現在北海道全域となっている。
太陽グループの旅行会社が2012年（平成24年）1月と2月の指定日に札幌駅・大通とばんけいスキー場の間でツアーバスを設定。運行を担当した。

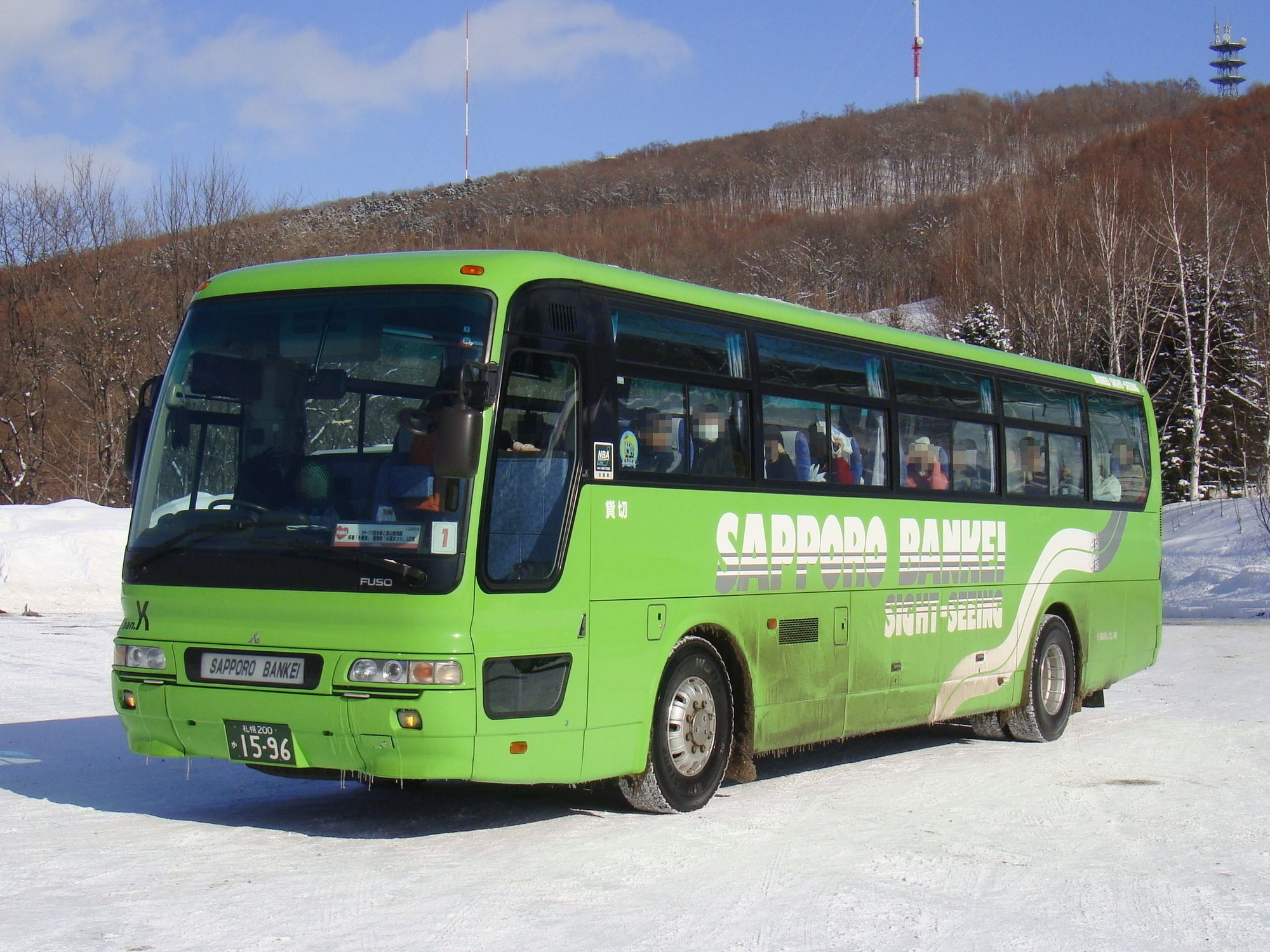
貸切バス
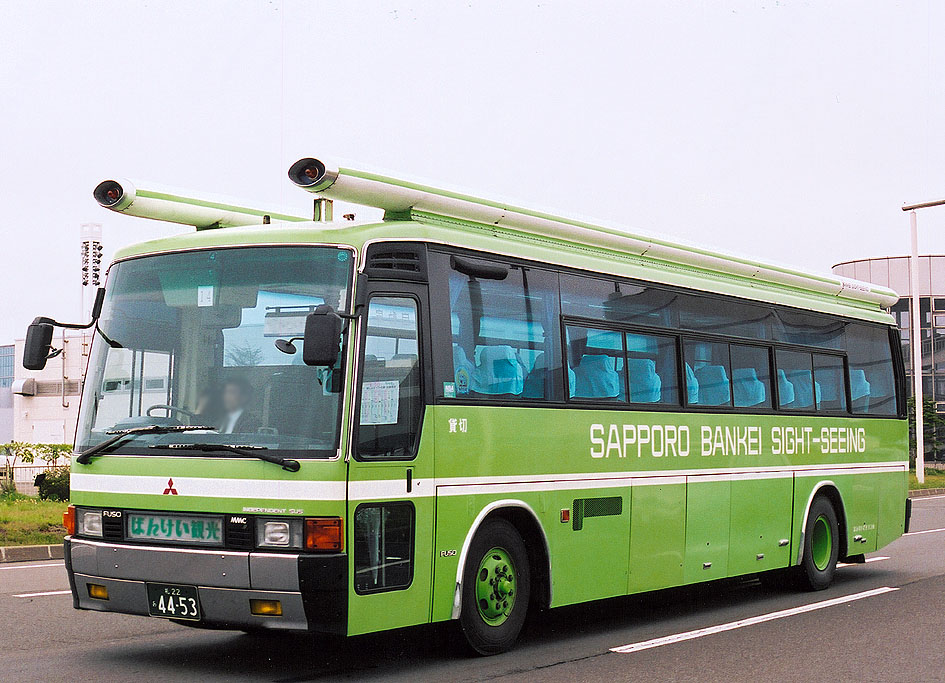
屋根上のマーカーランプが特徴的な貸切バス
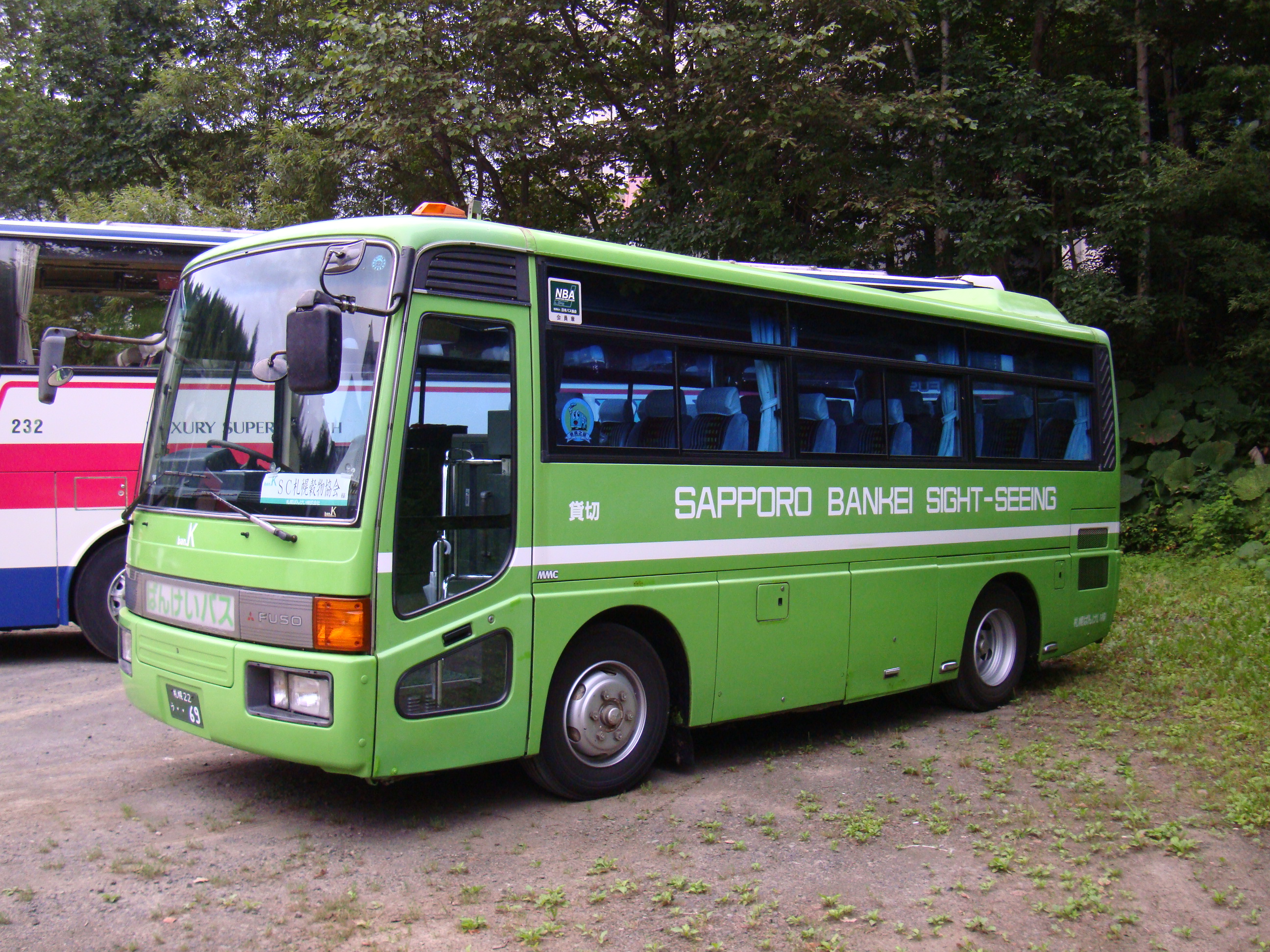
小型貸切バス
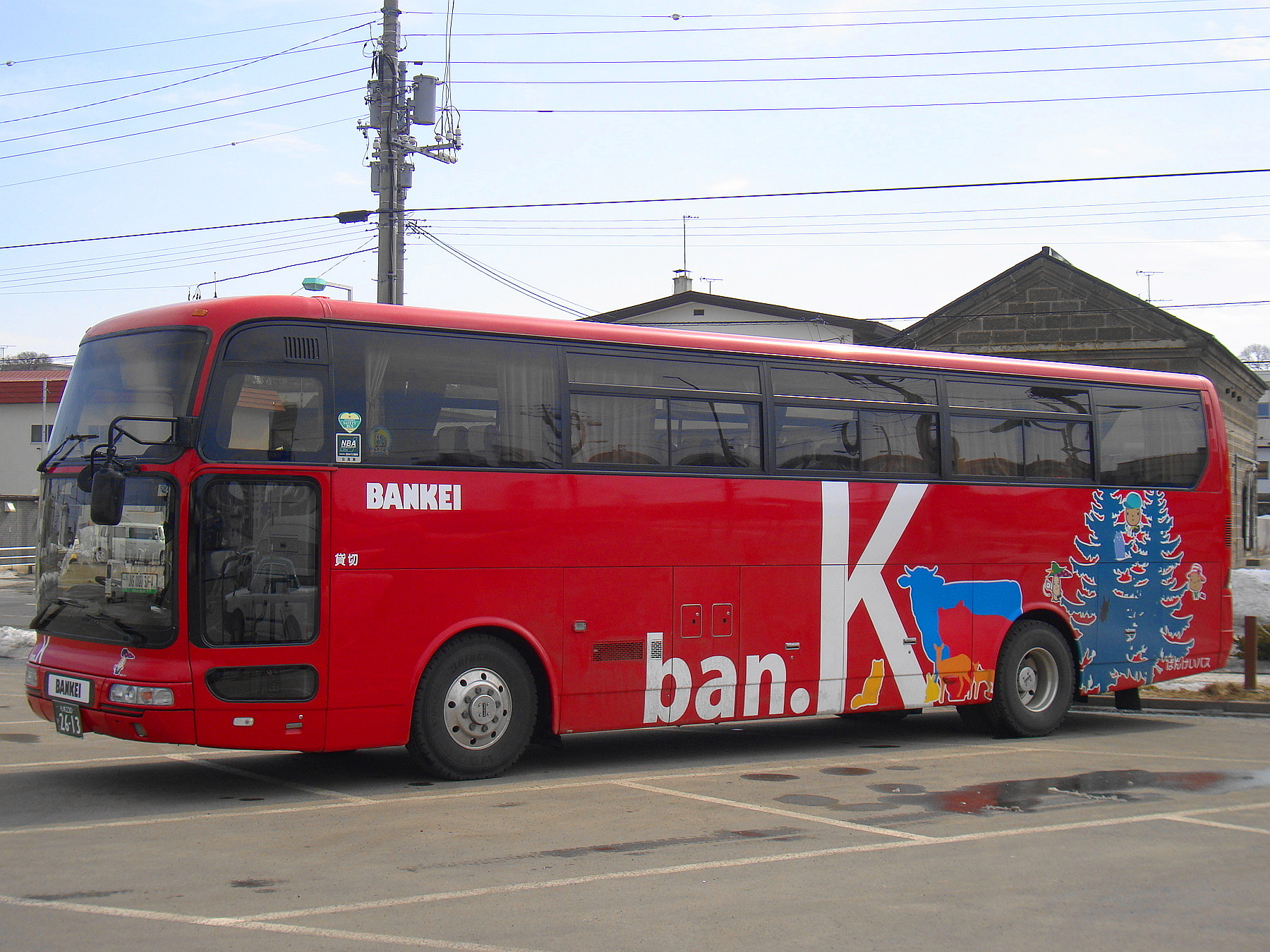
三菱ふそう「エアロクィーンII」

## その他の事業
- ばんけいパークゴルフコース
- 炭火焼 ばんけい苑（焼肉店）